# Emberménil
Emberménil est une commune française située dans le département de Meurthe-et-Moselle en région Grand Est.

## Géographie
Le territoire de la commune est limitrophe de 8 communes, une neuvième commune, Bures, touche Emberménil au nord-ouest. 
| Mouacourt Bures       | Xures, Moncourt | Vaucourt |
| Laneuveville-aux-Bois | Emberménil      | Xousse   |
|                       | Vého            | Leintrey |

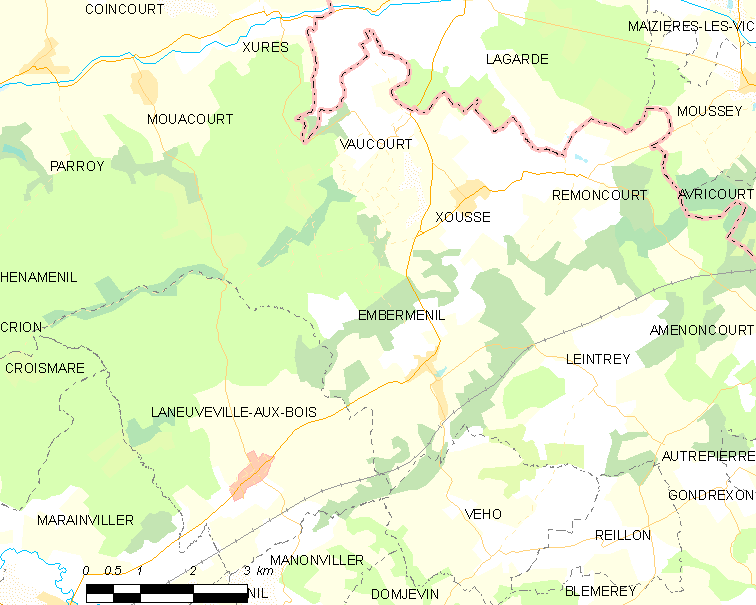
Carte de la commune.
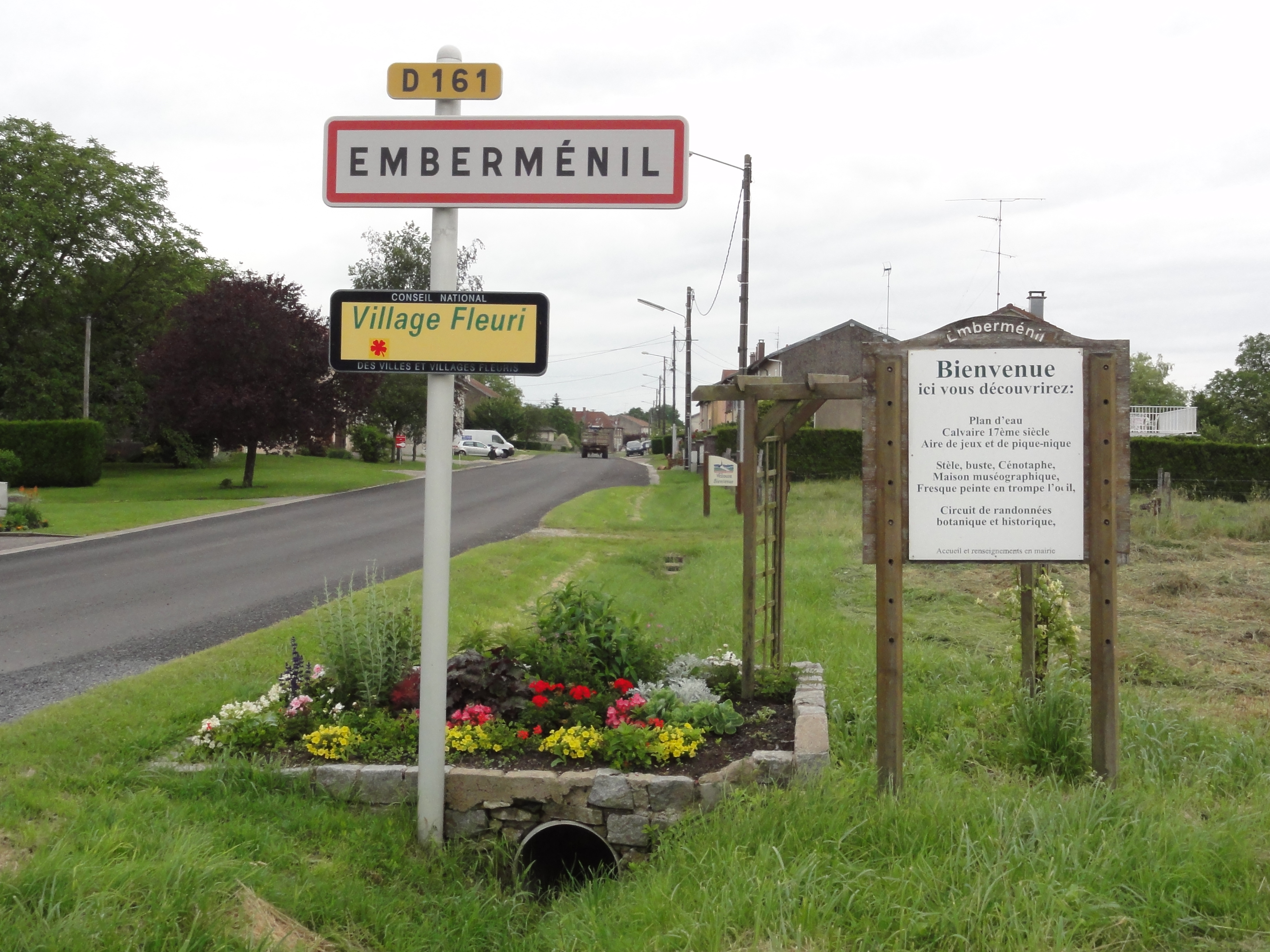
Entrée d'Emberménil.
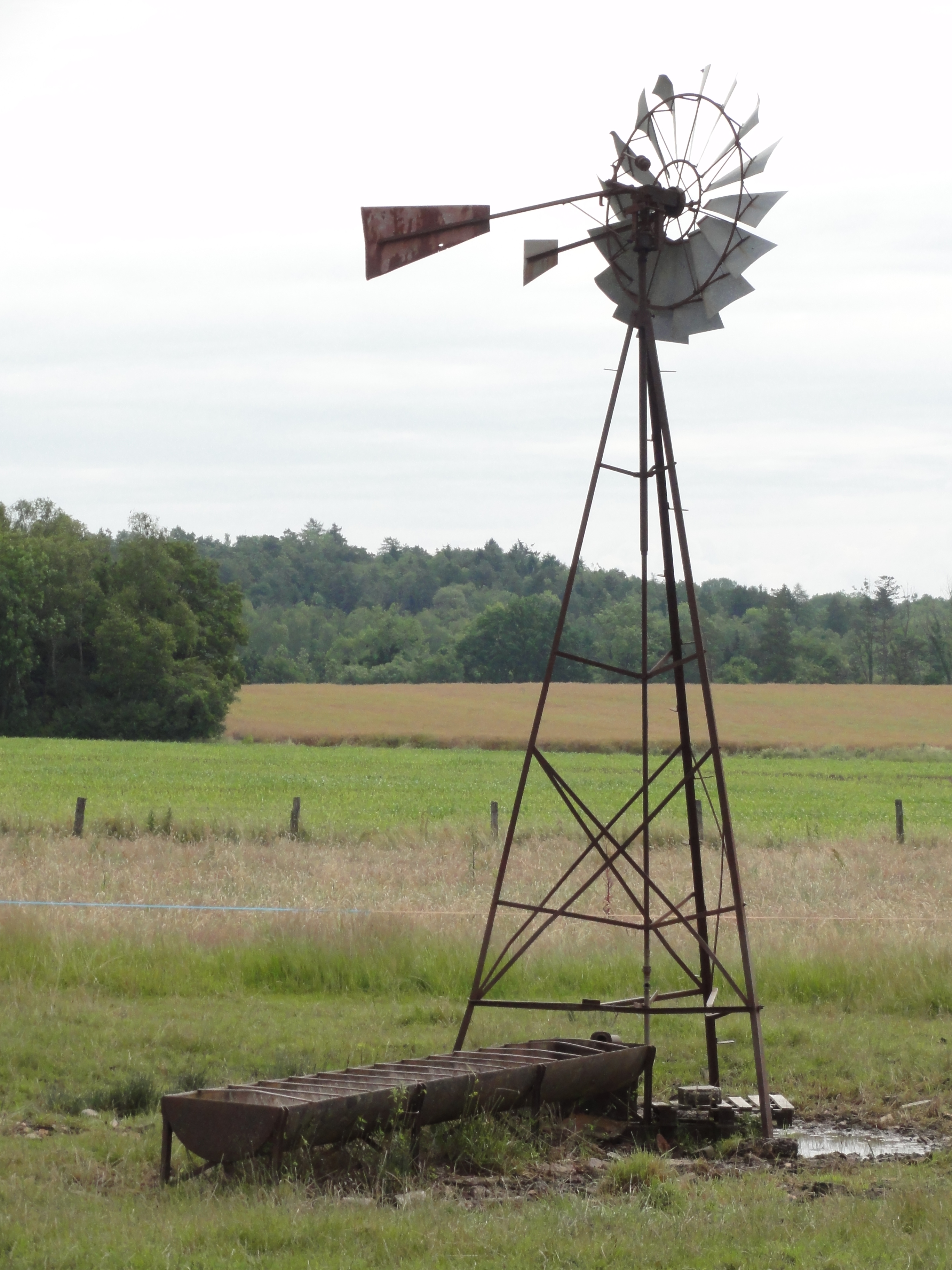
Paysage avec petite éolienne, pompe.

### Hydrographie
La commune est dans le bassin versant du Rhin au sein du bassin Rhin-Meuse. Elle est drainée par le ruisseau de Jalindet, le ruisseau de la Goutte des Ailles, le ruisseau de l'Étang de Grave, le ruisseau de Prise, le ruisseau des Amis et le ruisseau du Grand Pre,.

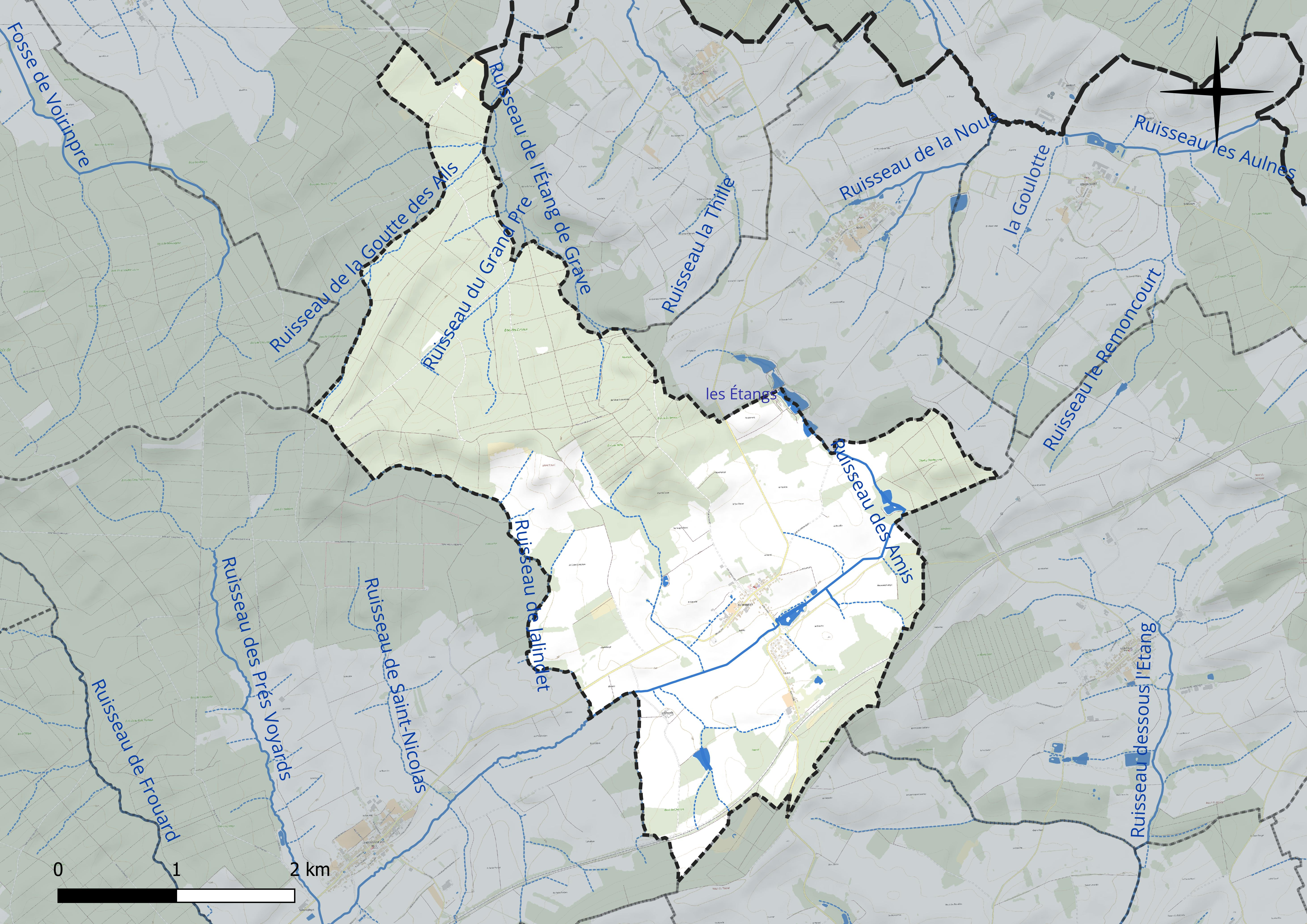
Réseau hydrographique d'Emberménil.

### Climat
Pour des articles plus généraux, voir Climat du Grand Est et Climat de Meurthe-et-Moselle.
En 2010, le climat de la commune est de type climat des marges montargnardes, selon une étude du Centre national de la recherche scientifique s'appuyant sur une série de données couvrant la période 1971-2000. En 2020, Météo-France publie une typologie des climats de la France métropolitaine dans laquelle la commune est exposée à un climat semi-continental et est dans une zone de transition entre les régions climatiques « Lorraine, plateau de Langres, Morvan » et « Vosges ». 
Pour la période 1971-2000, la température annuelle moyenne est de 9,6 °C, avec une amplitude thermique annuelle de 17 °C. Le cumul annuel moyen de précipitations est de 911 mm, avec 12,4 jours de précipitations en janvier et 9,6 jours en juillet. Pour la période 1991-2020, la température moyenne annuelle observée sur la station météorologique de Météo-France la plus proche, « St Maurice », sur la commune de Saint-Maurice-aux-Forges à 17 km à vol d'oiseau, est de 10,5 °C et le cumul annuel moyen de précipitations est de 837,4 mm. 
La température maximale relevée sur cette station est de 39,2 °C, atteinte le 25 juillet 2019 ; la température minimale est de −19,9 °C, atteinte le 1er mars 2005,,. 
Les paramètres climatiques de la commune ont été estimés pour le milieu du siècle (2041-2070) selon différents scénarios d'émission de gaz à effet de serre à partir des nouvelles projections climatiques de référence DRIAS-2020. Ils sont consultables sur un site dédié publié par Météo-France en novembre 2022.

## Urbanisme

### Typologie
Au 1er janvier 2024, Emberménil est catégorisée commune rurale à habitat dispersé, selon la nouvelle grille communale de densité à sept niveaux définie par l'Insee en 2022.
Elle est située hors unité urbaine et hors attraction des villes,.

### Occupation des sols
L'occupation des sols de la commune, telle qu'elle ressort de la base de données européenne d’occupation biophysique des sols Corine Land Cover (CLC), est marquée par l'importance des forêts et milieux semi-naturels (57 % en 2018), une proportion identique à celle de 1990 (57 %). La répartition détaillée en 2018 est la suivante : forêts (57 %), terres arables (29,3 %), prairies (11,6 %), zones urbanisées (2,1 %). L'évolution de l’occupation des sols de la commune et de ses infrastructures peut être observée sur les différentes représentations cartographiques du territoire : la carte de Cassini (XVIIIe siècle), la carte d'état-major (1820-1866) et les cartes ou photos aériennes de l'IGN pour la période actuelle (1950 à aujourd'hui).

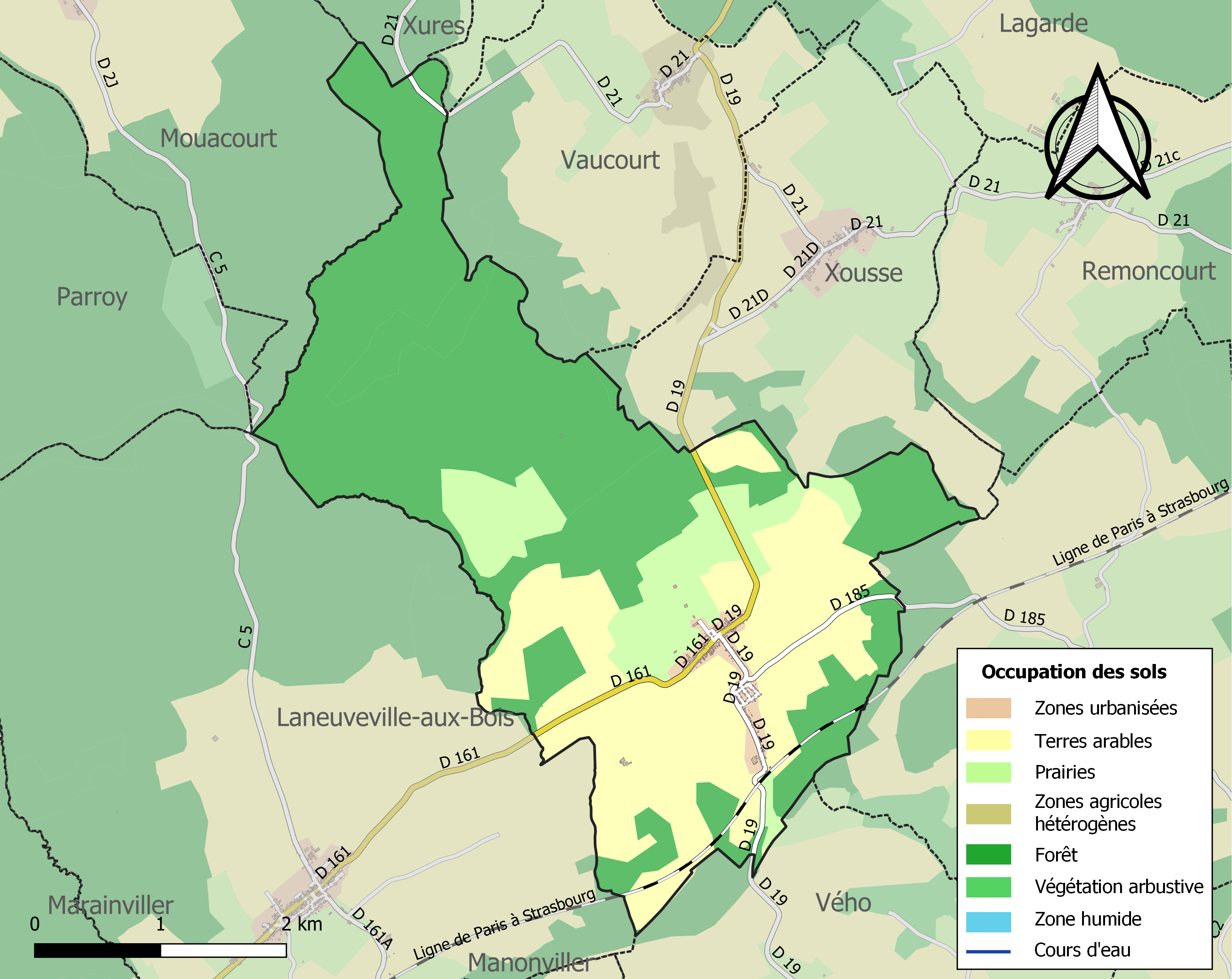
Carte des infrastructures et de l'occupation des sols de la commune en 2018 (CLC).

## Toponymie
Le nom de la localité est attesté sous les formes Embermengnil (1407) ; Ambertmesgnil, Aubertmesgnit (1472) ; Ymbermesnil (1497) ; Embermeny (1549) ; Embermesnil (1600).

## Histoire
- Présence gallo-romaine.
- Dommages au cours de la guerre 1914-1918.
- Lors de la Première Guerre mondiale, la commune d'Emberménil était très proche de la ligne de front comme en témoigne encore aujourd'hui le terrain marqué par les trous d'obus dans la forêt, l'abri du Kronprinz et des restes de barbelés allemands.
- Une gare, désormais fermée, dont le bâtiment a été reconstruit à la suite des destructions dues à la Première Guerre mondiale[16]. Le bâtiment d'origine, de type 5 datait de 1852.

## Politique et administration
| Période                                  | Période  | Identité         | Étiquette | Qualité                                            |
| ---------------------------------------- | -------- | ---------------- | --------- | -------------------------------------------------- |
| Les données manquantes sont à compléter. |          |                  |           |                                                    |
| mars 2001                                | mai 2020 | Jean-Paul Martin |           | Retraité d'une entreprise publique                 |
| mai 2020                                 | En cours | Angeline Lamy,   |           | Professeure des écoles ou instituteur ou assimilée |

## Population et société

### Démographie
L'évolution du nombre d'habitants est connue à travers les recensements de la population effectués dans la commune depuis 1793. Pour les communes de moins de 10 000 habitants, une enquête de recensement portant sur toute la population est réalisée tous les cinq ans, les populations de référence des années intermédiaires étant quant à elles estimées par interpolation ou extrapolation. Pour la commune, le premier recensement exhaustif entrant dans le cadre du nouveau dispositif a été réalisé en 2008.

En 2022, la commune comptait 240 habitants, en évolution de −8,4 % par rapport à 2016 (Meurthe-et-Moselle : −0,13 %, France hors Mayotte : +2,11 %).
| 1793 | 1800 | 1806 | 1821 | 1831 | 1836 | 1841 | 1846 | 1851 |
| ---- | ---- | ---- | ---- | ---- | ---- | ---- | ---- | ---- |
| 342  | 276  | 382  | 418  | 410  | 413  | 398  | 414  | 362  |

| 1856 | 1861 | 1872 | 1876 | 1881 | 1886 | 1891 | 1896 | 1901 |
| ---- | ---- | ---- | ---- | ---- | ---- | ---- | ---- | ---- |
| 362  | 382  | 586  | 580  | 378  | 417  | 333  | 354  | 340  |

| 1906 | 1911 | 1921 | 1926 | 1931 | 1936 | 1946 | 1954 | 1962 |
| ---- | ---- | ---- | ---- | ---- | ---- | ---- | ---- | ---- |
| 328  | 350  | 230  | 165  | 191  | 177  | 129  | 174  | 155  |

| 1968 | 1975 | 1982 | 1990 | 1999 | 2006 | 2008 | 2013 | 2018 |
| ---- | ---- | ---- | ---- | ---- | ---- | ---- | ---- | ---- |
| 129  | 118  | 178  | 232  | 215  | 251  | 261  | 270  | 258  |

| 2022 | - | - | - | - | - | - | - | - |
| ---- | - | - | - | - | - | - | - | - |
| 240  | - | - | - | - | - | - | - | - |

## Culture locale et patrimoine

### Lieux et monuments

#### Mémorials de guerre
- Monument aux morts.
- Plaque commémorative, sur la façade de la mairie, de deux civils fusillés le 5 novembre 1914.
- Plaque commémorative, sur la façade de la mairie, d'un militaire américain tombé le 22 octobre 1944.
- Une tombe de guerre de la CWGC dans le cimetière.
- Abri militaire 1914-1918, dit "l'Abri du Krönprinz" (en forêt de Parroy).

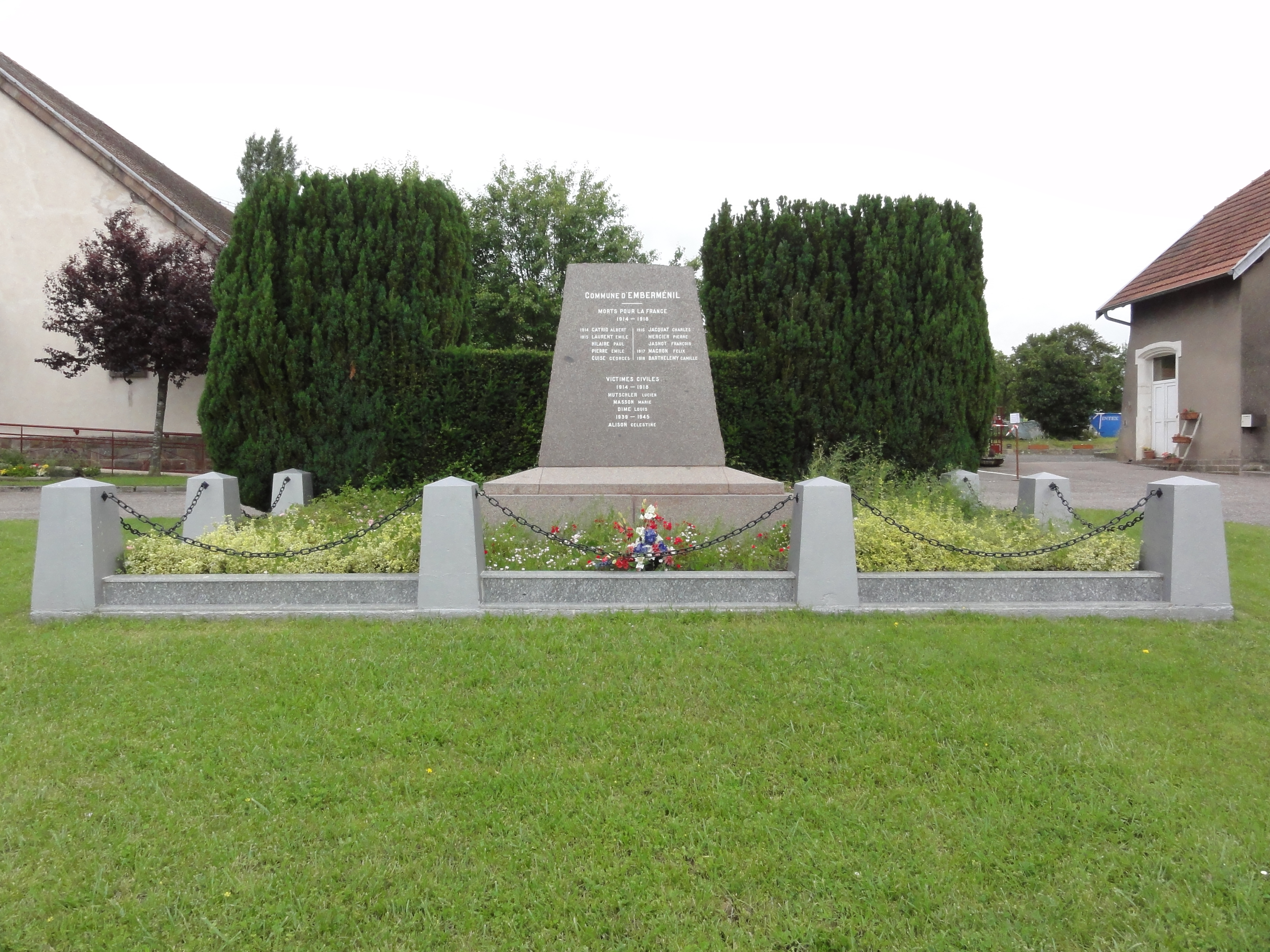
Monument aux morts.
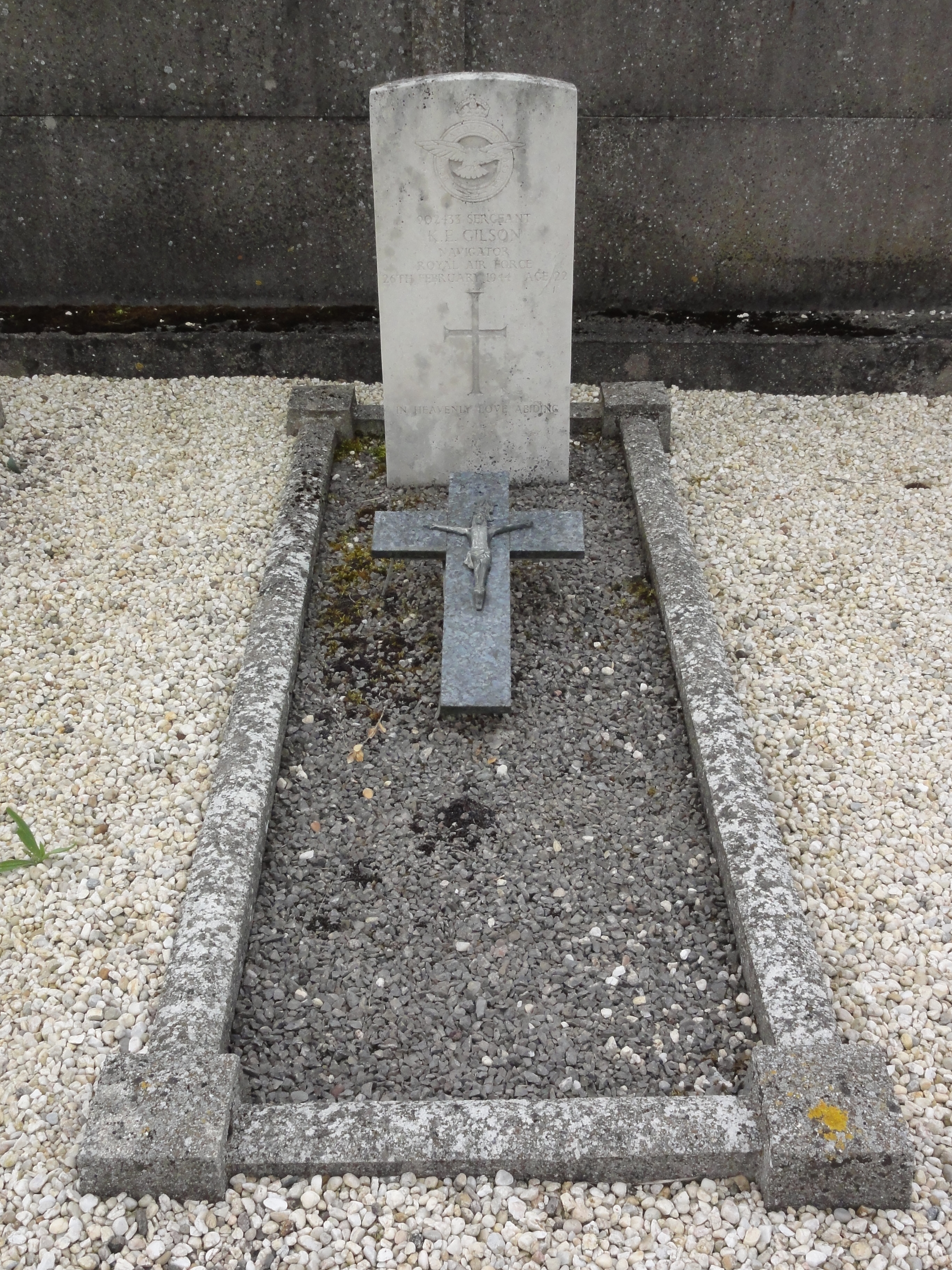
Tombe de guerre de la CWGC.
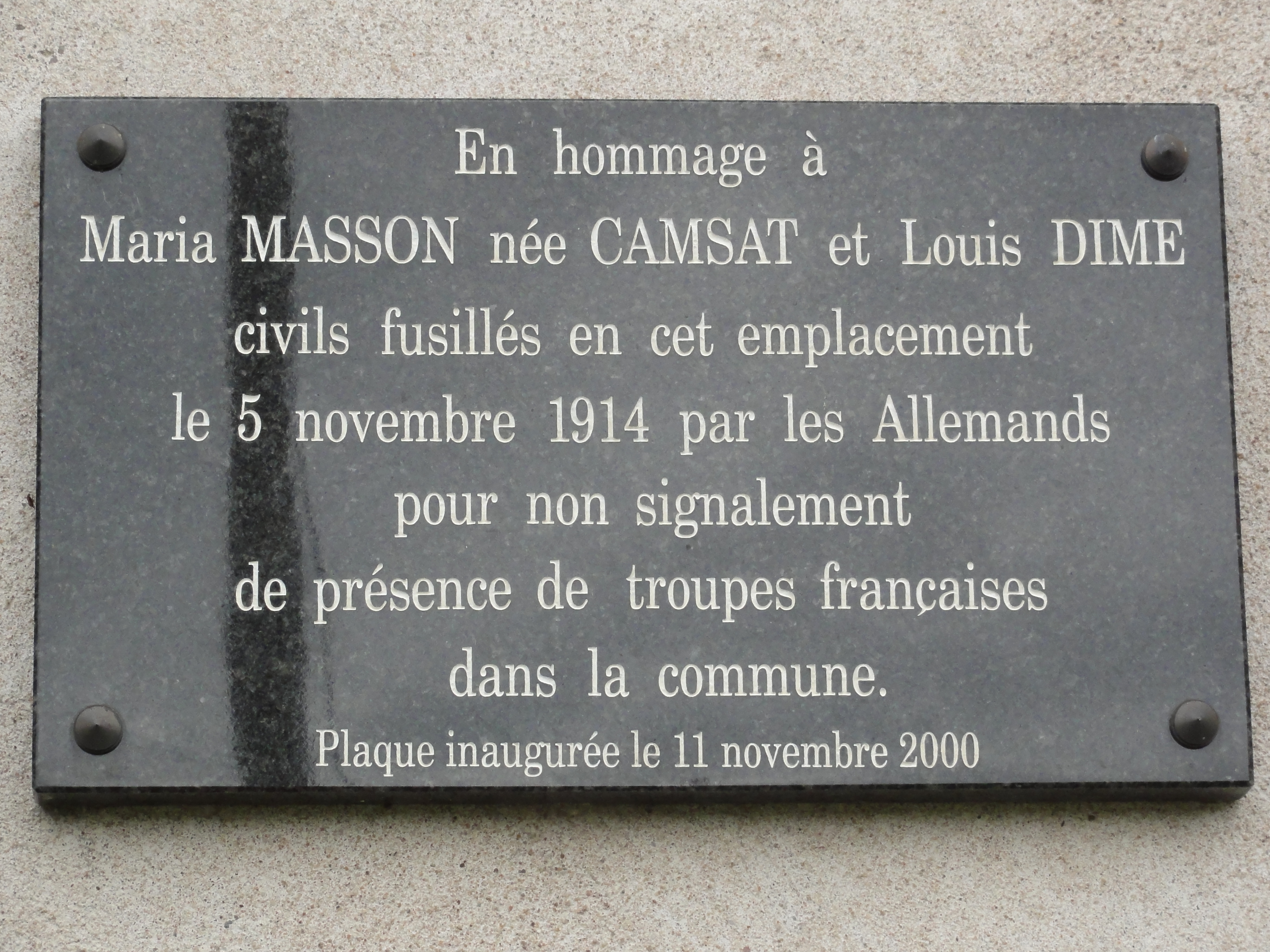
Plaque fusillés civils, 5 novembre 1914.
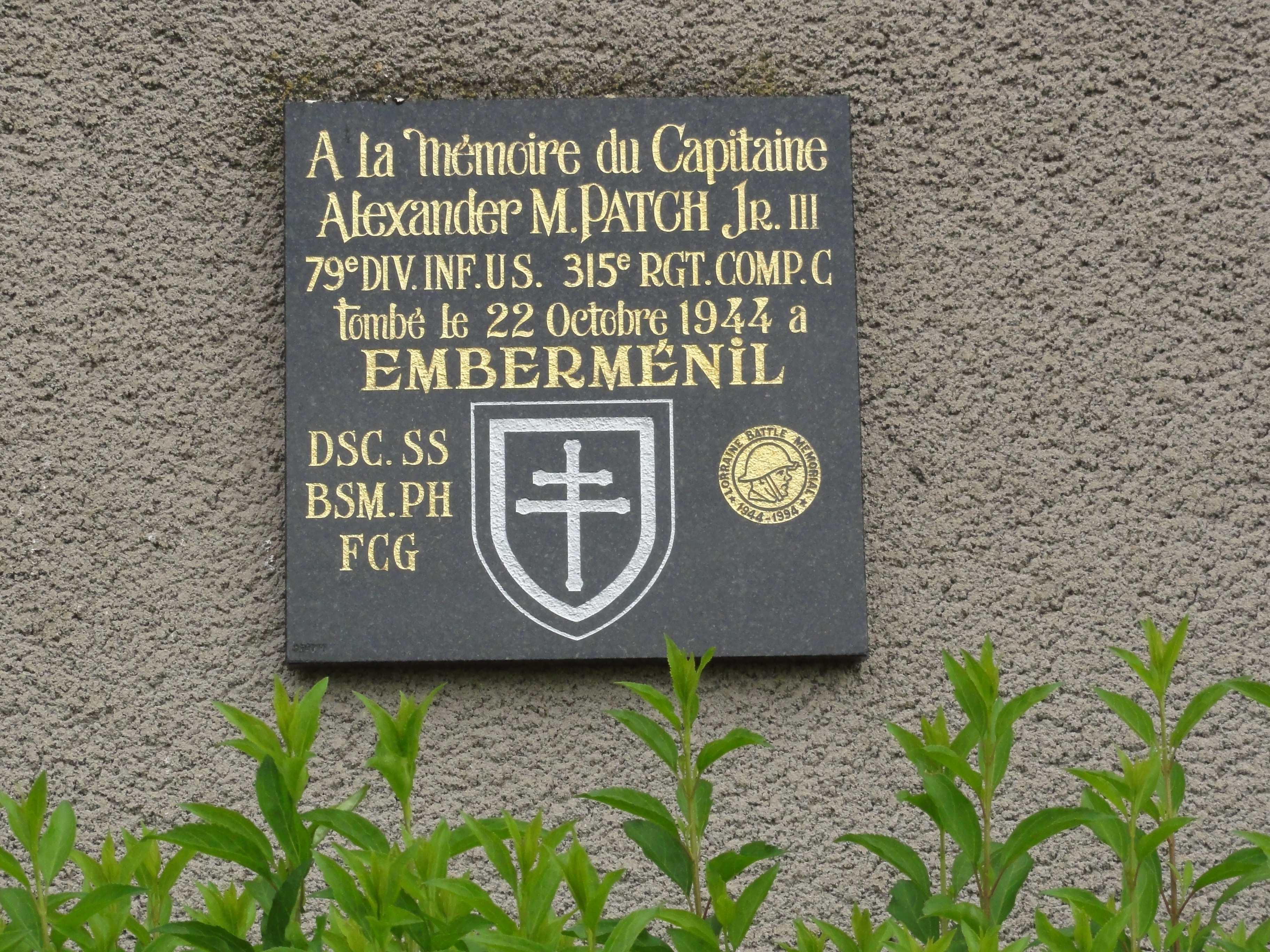
Plaque militaire américain tombé le 22 octobre 1944.

#### Édifices religieux
- Église Saint-Étienne, reconstruite après 1950.
- Statue de la Vierge noire (dans la forêt).
- Calvaires du XVIIe siècle.

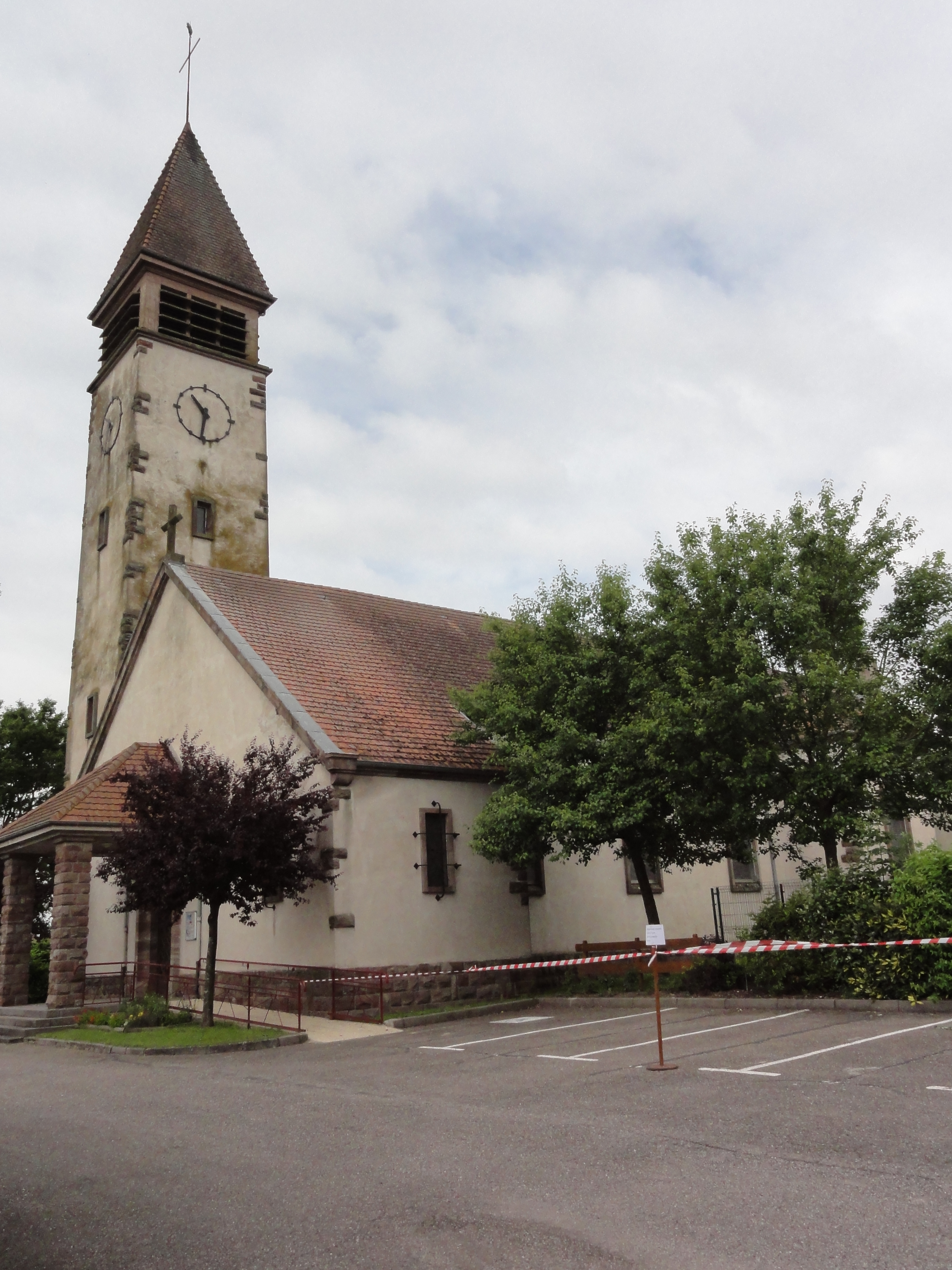
Église Saint-Étienne.
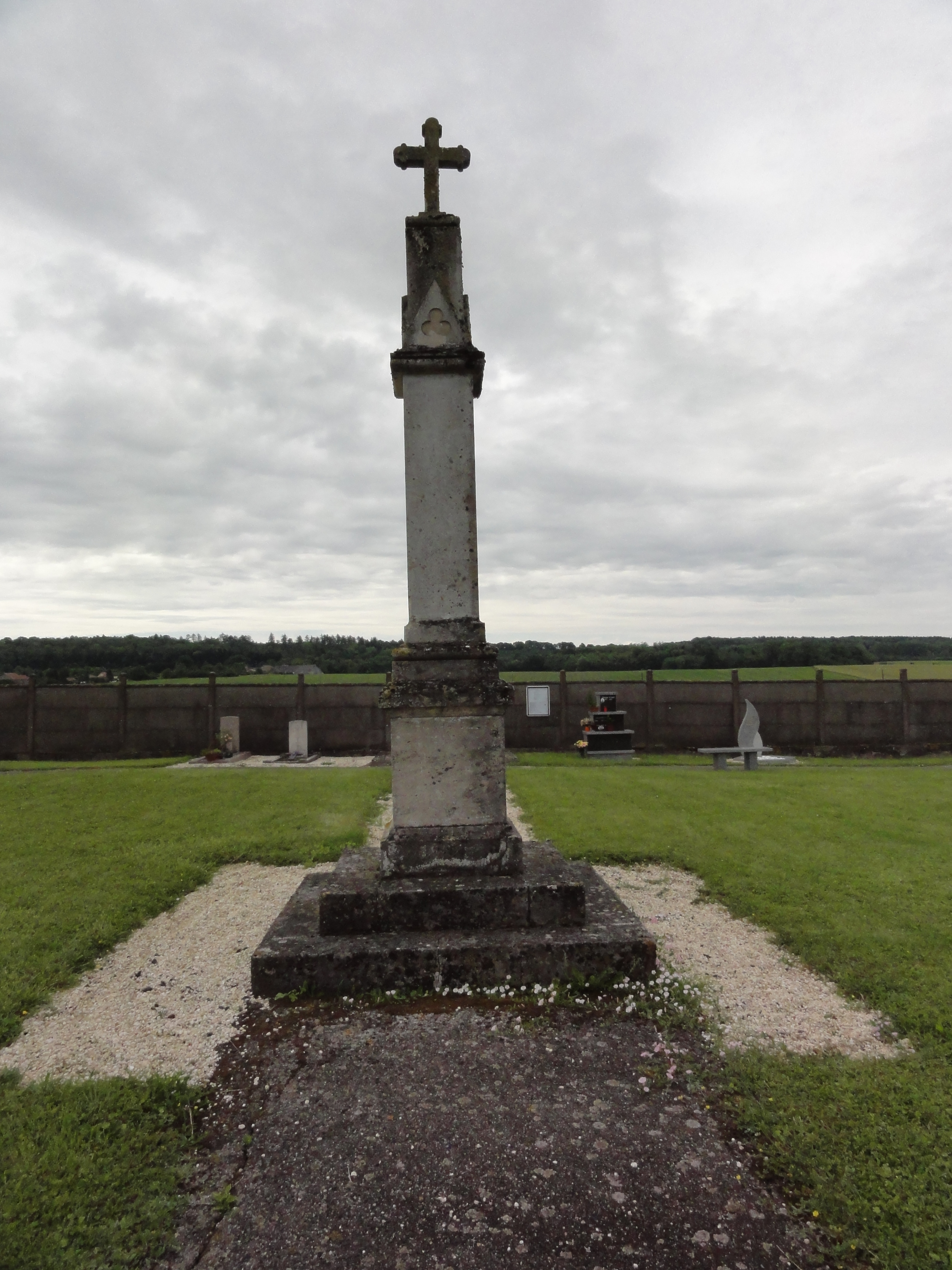
Croix de cimetière.

#### Édifices civils
- Mémorial de l'abbé Grégoire, grande figure de la Révolution française, le premier à avoir fait abolir l'esclavage
- Maison muséographique de l'Abbé Grégoire : vitraux, stèles, objets, cénotaphe, peinture en trompe-l'œil.
- Fontaines.

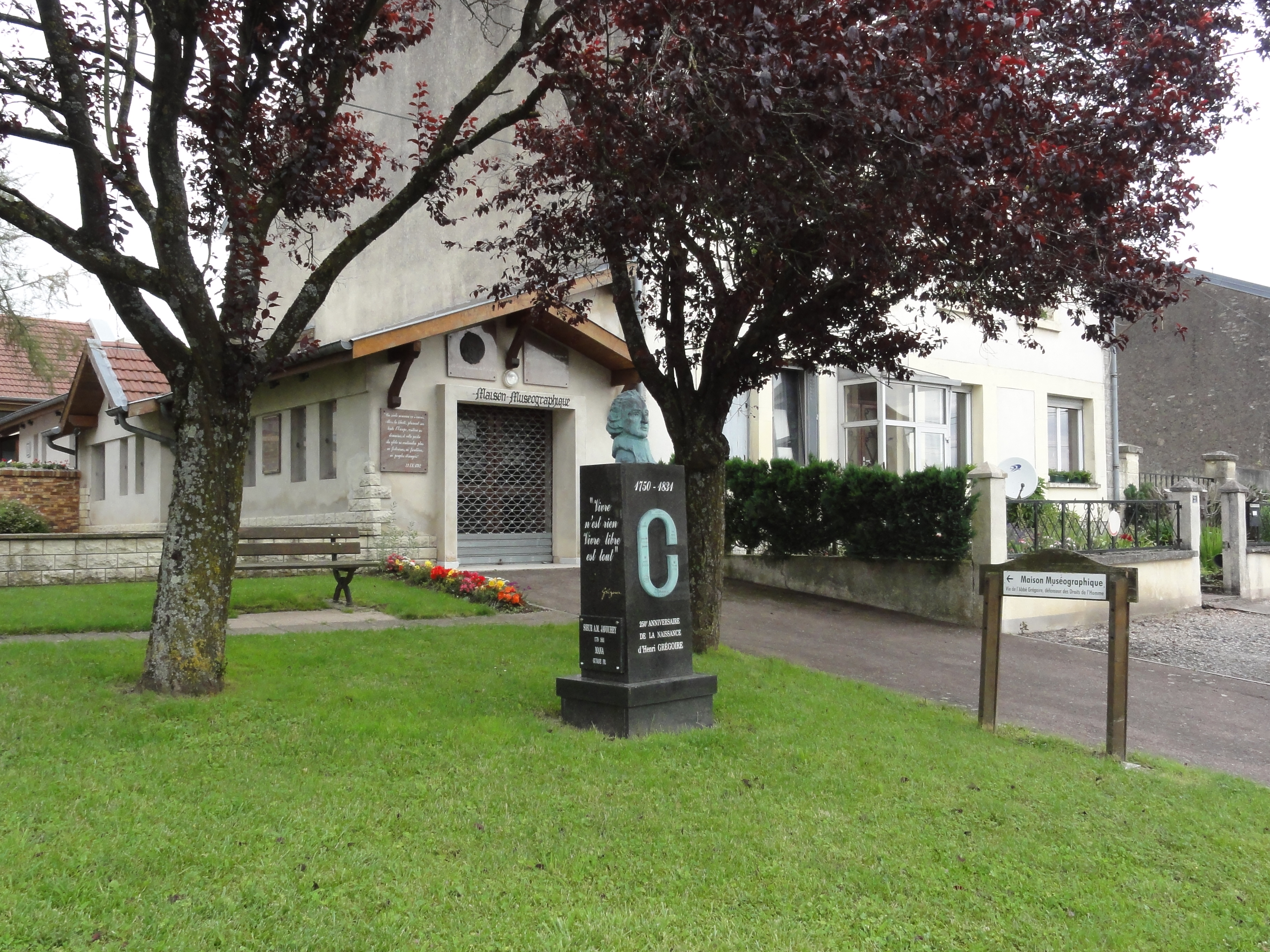
Maison muséographique Abbé-Grégoire.
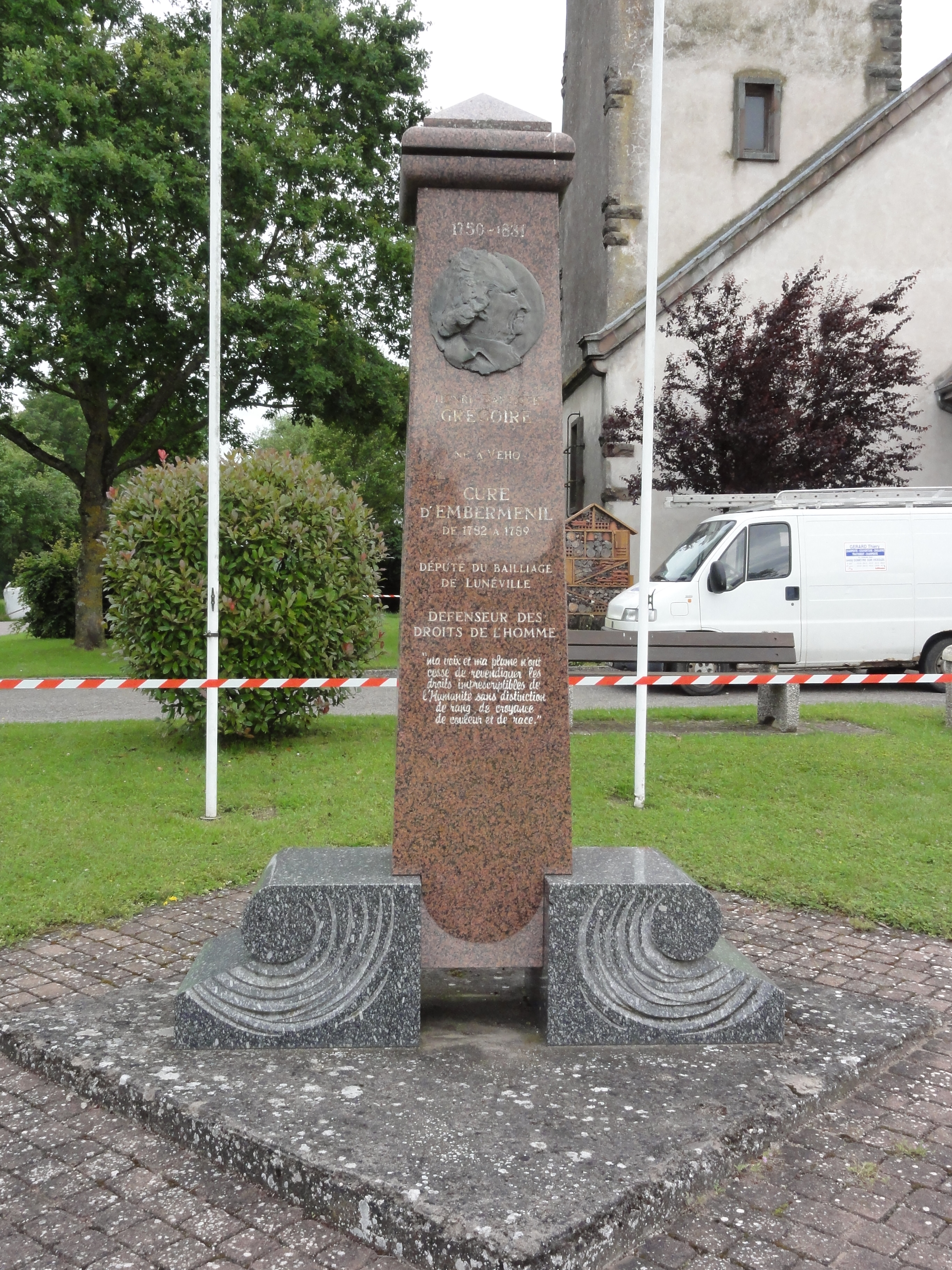
Mémorial de l'abbé Grégoire.

### Personnalités liées à la commune
- Abbé Henri Grégoire (1750-1831), originaire de la commune de Vého, fut curé d'Emberménil de 1780 à 1791. C'est en tant que curé d'Emberménil qu'il fut élu député du bailliage aux États généraux de 1789.

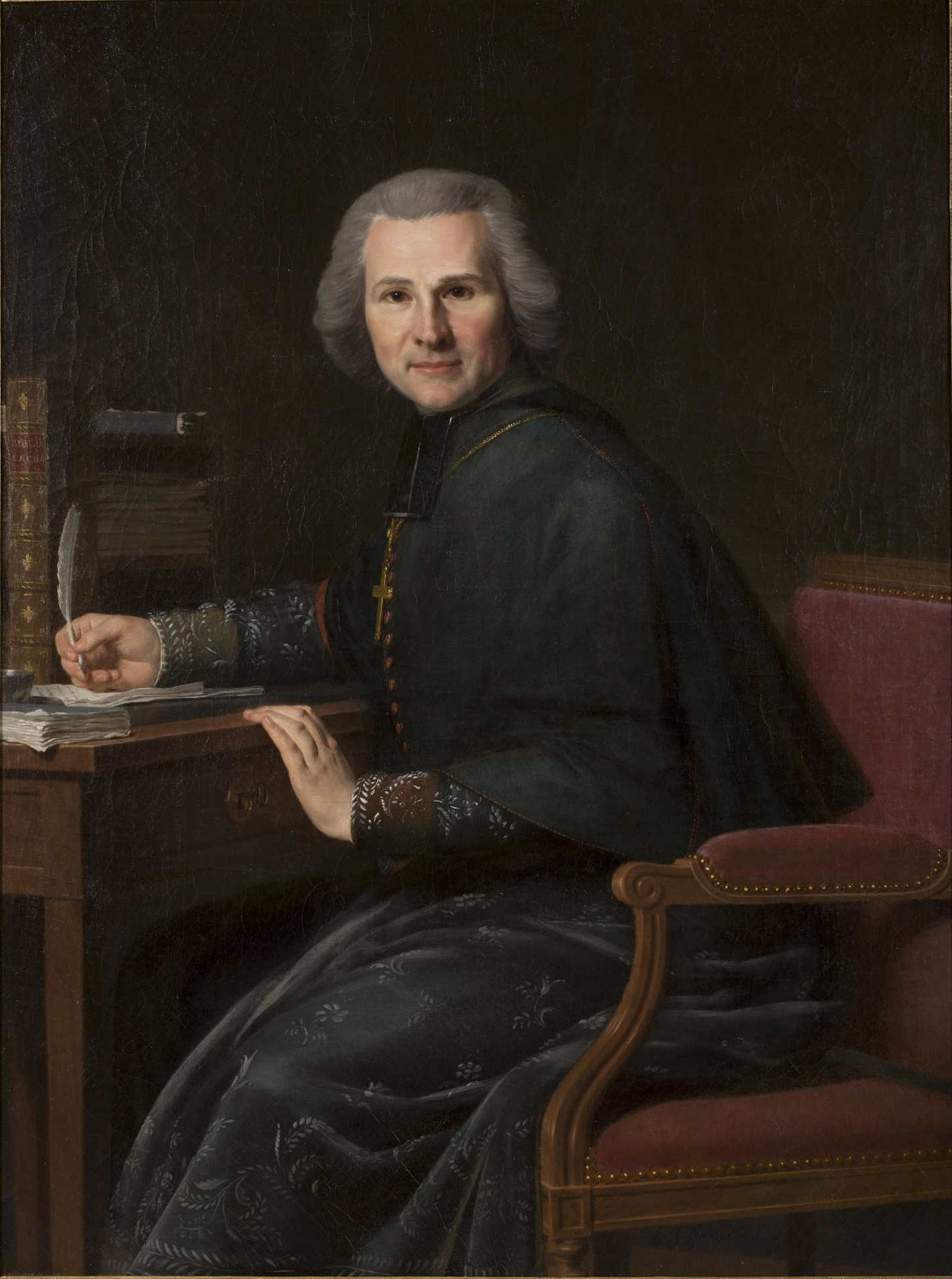
Henri Grégoire.
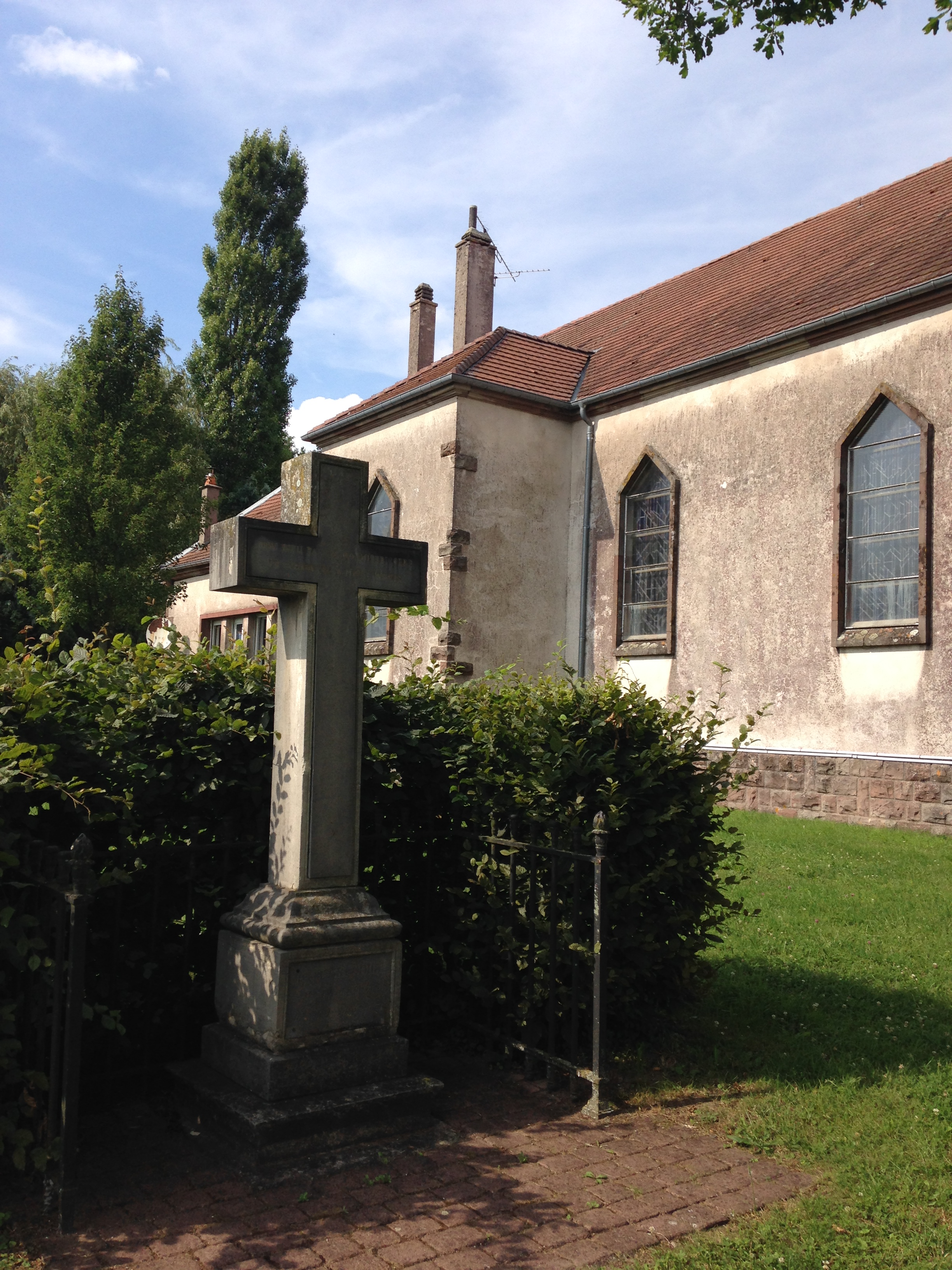
Cénotaphe de l'abbé Grégoire à côté de l'église d'Emberménil.

### Héraldique, logotype et devise
| Blason de Emberménil | Blason  | Taillé : au premier d'azur à l'écusson d'argent chargé d'une croix pattée de gueules, au second de gueules à la croix patriarcale alésée d'or ; à la barre d'argent chargée d'une foi de sable et de carnation accompagnée en chef d'un tourteau aussi de sable chargé d'une étoile aussi d'or. |
| Blason de Emberménil | Détails | L'abbé Grégoire, célèbre curé d'Emberménil, a été anobli par Napoléon Ier, il reçut un écu d'argent à la croix pattée de gueules. Son action humanitaire est symbolisée par la foi de sable et de carnation (entraide entre les peuples). La "Sylvester Decoration" (l'étoile d'or dans un rond noir) rend hommage aux américains venus libérer Emberménil. Enfin la Croix de Lorraine rappelle les origines ducales de la commune. Tous ces éléments sont disposés sur un écu aux trois couleurs nationales. Le statut officiel du blason reste à déterminer. |